# Tico-tico-do-banhado
Tentilhão-dos-caniços ou tico-tico-do-banhado (Donacospiza albifrons) é uma espécie de ave da família Thraupidae. É o único membro do género Donacospiza.
Pode ser encontrada nos seguintes países: Argentina, Bolívia, Brasil, Paraguai e Uruguai. Seus habitats naturais são: campos de gramíneas de clima temperado, campos de gramíneas de baixa altitude subtropicais ou tropicais sazonalmente húmidos ou inundados e pântanos.